# 페리 코모

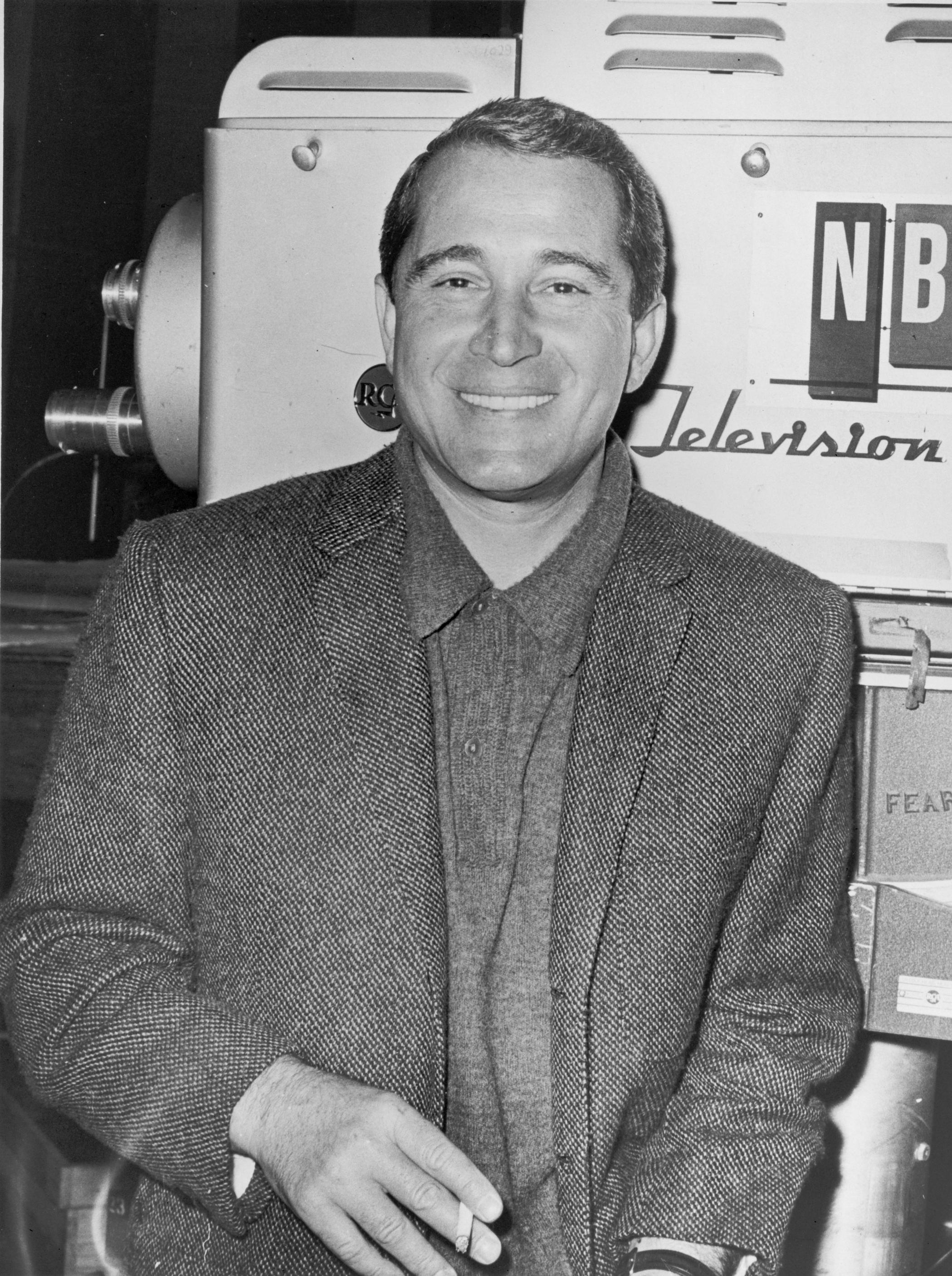
페리 코모

페리 코모(Perry Como, 1912년 ~ 2001년)는 미국의 가수이다. 펜실베이니아주의 캐논스버크에서 태어났다. 젊을 때부터 노래를 잘 불렀으며, 이발관의 견습공 시절에는 《노래하는 이발사》로 대단한 인기를 얻었다. 1937년에는 테드 윔스에게 발탁되어 그의 악단 소속 가수가 되었으며, 뉴욕에 진출하였다. 1943년에는 RCA 빅터의 전속이 된 이후로 따스하고 부드러운 노래로 크로스비, 프랭크 시나트라와 함께 3대 가수가 되어 절대적인 인기를 획득하였다. 《그랑프리 앨범》, 《스윙》, 《내가 좋아하는 노래》, 《이탈리아의 추억》 등 많은 앨범이 나왔다.

## 같이 보기
- 가장 많은 음반을 판 음악가 목록